# Дитрих фон Линеп-Хелпенщайн
Дитрих фон Линеп-Хелпенщайн (на немски: Dietrich, Herr zu Linnep-Helpenstein; † 1446) от род Линеп, е господар на дворец Линеп (в Ратинген) и Хелпенщайн (в Нойс) в Северен Рейн-Вестфалия.

## Произход и наследство
Той е син на рицар Йохан фон Линеп († сл. 1397) и съпругата му Аделхайд фон Хелпенщайн († 1413), дъщеря на Вилхелм II фон Хелпенщайн († 1368) и Елизабет († сл. 1341). Внук е на Йохан фон Линеп, господар на Орсбек († сл. 1386) и Кунигунда фон Бройч.
Дитрих фон Линеп получава през 1395 г. господството Хелпенщайн.
След женитбата на дъщеря му наследничка Ева фон Линеп с граф Фридрих фон Нойенар-Алпен през 1461 г. господството Хелпенщайн и замъкът Линеп отиват на графовете фон Лимбург.

## Фамилия
Дитрих фон Линеп-Хелпенщайн се жени на 3 ноември 1431 г. за Елизабет фон Зайн († сл. 1440), дъщеря на граф Йохан IV фон Зайн-Витгенщайн († 1436) и Катарина фон Золмс († 1415). Те имат две деца:
- Дитрих фон Линеп
- Ева фон Линеп († сл. 1483), наследница, омъжена на 25 септември 1461 г. за граф Фридрих фон Нойенар-Алпен (* 1438/ 1439; † 22 юни 1468), син на граф Гумпрехт II фон Нойенар († 1484) и графиня Маргарета фон Лимбург († 1479)